# Штейнерс, Оярс
Оярс Штейнерс (латыш. Ojārs Šteiners; род. 16 мая 1927, Алуксне) — американский художник латышского происхождения.
Учился в школе в своём родном городе. После германской оккупации Латвии был мобилизован в немецкую армию. В 1944 году с приближением советских войск бежал в Германию. По окончании Второй мировой войны жил в лагере для латвийских беженцев в Фишбахе (ныне в составе Нюрнберга), учился живописи у Яниса Штернберга. В 1950 году эмигрировал в США. В 1951—1953 гг. в рядах вооружённых сил США участвовал в Корейской войне. Демобилизовавшись, окончил Чикагский институт искусств (1957). Затем, получив стипендию имени Райерсона, путешествовал по Испании и Италии.
Впервые принял участие в художественной выставке в 1953 году в Северо-Западном университете в Чикаго, в рамках программы Первого всеамериканского латышского праздника песни. С конца 1950-х гг. работал в стиле абстрактного экспрессионизма, занимался масляной и акриловой живописью, гравюрой, литографией. Участвовал в выставках латышских художников в изгнании. В 1981 г. принял участие в первой выставке зарубежных латышских художников в рижском Музее зарубежного искусства.
Сестра — художница, книжный график Силвия Штейнере (род. 1928), замужем за художником и литератором Оярсом Егенсом. В 2022 г. совместная выставка брата и сестры Штейнеров прошла в Цесисе.